# والت أندرسون
والت أندرسون (بالإنجليزية: Walt Anderson)‏ هو طبيب أسنان أمريكي، ولد في 1952 في ديفونياك سبرنغز في الولايات المتحدة.

## وصلات خارجية
- والت أندرسون على موقع إن إن دي بي (الإنجليزية)